# 독일 핸드볼 국가대표팀
독일 핸드볼 국가대표팀(독일어: Deutsche Handballnationalmannschaft)은 독일을 대표하여 국제 경기에 참가하는 핸드볼 국가대표팀이며, 독일 핸드볼 연맹(DHB)이 운영하고 있다. 세계에서 가장 성공적인 성적을 거둔 핸드볼 국가대표팀 중 하나로 1936년 하계 올림픽에서 금메달, 1984년과 2004년 하계 올림픽에서 은메달, 2016년 하계 올림픽에서 동메달을 획득했다.